# Wernersville
Wernersville ist eine Gemeinde im Berks County im US-Bundesstaat Pennsylvania. Das U.S. Census Bureau hat bei der Volkszählung 2020 eine Einwohnerzahl von 2.776 ermittelt.

## Geografie
Wernersville liegt im Osten Pennsylvanias rund zehn Kilometer westlich der Stadt Reading, die Verwaltungssitz des Berks Countys ist.

## Geschichte
Im späten 19. und frühen 20. Jahrhundert wurde Wernersville als Erholungsort bekannt. Stadtbewohner aus Philadelphia, New York City und anderen Städten nutzten den Haltepunkt der Reading Railroad, um die kühle Bergluft der South Mountain zu genießen. Zu diesem Zweck wurden mehrere große Hotels errichtet, darunter Galen Hall, Bynden Wood, Grand View und das Highland Hotel. Einige dieser Hotels wurden als Sanatorium beworben, insbesondere um Erholungskuren für Krankheiten wie Tuberkulose durchzuführen. Die bekannteste unter diesen Einrichtungen war Dr. Robert Walter's Mountain Park (kurz Walters Park). Viele dieser Erholungsheime wurden später in Gebäude für institutionelle Zwecke umgewandelt.
Es gibt eine kleine Gemeinschaft von Jesuiten in Wernersville. Der Ort war einst Heimstätte des Novizenzentrums der Provinz Maryland der Gesellschaft Jesu, bevor die Novizen der Provinzen New York und Maryland sich vereinigten und ihren Sitz nach Syracuse (New York) verlegten.

## Personen, die vor Ort gewirkt haben
- Alexander Schimmelfennig (1824–1865), deutschstämmiger General der Unionsarmee im Sezessionskrieg; starb in einem Sanatorium in Wernersville, während er versuchte seine fortgeschrittene Tuberkulose auszukurieren[2]
- William Goldman (1856–1922), Fotograf, hier geboren
- Kenneth W. Hassler (1932–1999), Science-Fiction-Autor, hier geboren